# SGMS1
SGMS1 (англ. Sphingomyelin synthase 1) – білок, який кодується однойменним геном, розташованим у людей на короткому плечі 10-ї хромосоми. Довжина поліпептидного ланцюга білка становить 419 амінокислот, а молекулярна маса — 49 208.
| 10         |  | 20         |  | 30         |  | 40         |  | 50         |
| ---------- |  | ---------- |  | ---------- |  | ---------- |  | ---------- |
| MLSASTMKEV |  | VYWSPKKVAD |  | WLLENAMPEY |  | CEPLEHFTGQ |  | DLINLTQEDF |
| KKPPLCRVSS |  | DNGQRLLDMI |  | ETLKMEHHLE |  | AHKNGHANGH |  | LNIGVDIPTP |
| DGSFSIKIKP |  | NGMPNGYRKE |  | MIKIPMPELE |  | RSQYPMEWGK |  | TFLAFLYALS |
| CFVLTTVMIS |  | VVHERVPPKE |  | VQPPLPDTFF |  | DHFNRVQWAF |  | SICEINGMIL |
| VGLWLIQWLL |  | LKYKSIISRR |  | FFCIVGTLYL |  | YRCITMYVTT |  | LPVPGMHFNC |
| SPKLFGDWEA |  | QLRRIMKLIA |  | GGGLSITGSH |  | NMCGDYLYSG |  | HTVMLTLTYL |
| FIKEYSPRRL |  | WWYHWICWLL |  | SVVGIFCILL |  | AHDHYTVDVV |  | VAYYITTRLF |
| WWYHTMANQQ |  | VLKEASQMNL |  | LARVWWYRPF |  | QYFEKNVQGI |  | VPRSYHWPFP |
| WPVVHLSRQV |  | KYSRLVNDT  |  |            |  |            |  |            |

A: Аланін

C: Цистеїн

D: Аспарагінова кислота

E: Глутамінова кислота

F: Фенілаланін

G: Гліцин

H: Гістидин

I: Ізолейцин

K: Лізин

L: Лейцин

M: Метіонін

N: Аспарагін

P: Пролін

Q: Глутамін

R: Аргінін

S: Серин

T: Треонін

V: Валін

W: Триптофан

Кодований геном білок за функціями належить до трансфераз, кіназ, фосфопротеїнів. 
Задіяний у таких біологічних процесах, як апоптоз, метаболізм ліпідів, альтернативний сплайсинг. 
Локалізований у мембрані, апараті гольджі.